# Ogranci Matice hrvatske
Matica hrvatska broji stotinjak djelatnih ogranaka koji objavljuju dvadesetak književnih časopisa, među kojima su Dubrovnik, Književna revija, Dometi, Zadarska smotra, Riječi... Podjednako su aktivni i u organizaciji predstavljanja knjiga, predavanja, okruglih stolova, rasprava i slično. Ogranci su zbog bogate kulturne djelatnosti u svojim mjestima nezaobilazni, a ponegdje i jedini nositelji kulturnoga života.
Osim u Republici Hrvatskoj, ogranci Matice hrvatske aktivni su i više europskih zemalja.

## Austrija
- Ogranak Matice hrvatske u Beču

## Belgija
- Ogranak Matice hrvatske u Bruxellesu

## Bosna i Hercegovina
- Ogranak Matice hrvatske u Bugojnu
- Ogranak Matice hrvatske u Čitluku
- Ogranak Matice hrvatske u Čapljini (obnovljen 4. siječnja 2024.)[1]
- Ogranak Matice hrvatske u Grudama
- Ogranak Matice hrvatske u Livnu
- Ogranak Matice hrvatske u Mostaru
- Ogranak Matice hrvatske u Orašju
- Ogranak Matice hrvatske u Posušju
- Ogranak Matice hrvatske u Sarajevu
- Ogranak Matice hrvatske u Širokom Brijegu
- Ogranak Matice hrvatske u Stocu
- Ogranak Matice hrvatske u Tomislavgradu
- Ogranak Matice hrvatske u Tuzli
- Ogranak Matice hrvatske u Zenici
- Ogranak Matice hrvatske u Žepču

## Crna Gora
- Ogranak Matice hrvatske u Boki kotorskoj

## Češka
- Ogranak Matice hrvatske u Pragu (osnovan 15. veljače 2024.)[2]

## Hrvatska
- Ogranak Matice hrvatske u Bednji
- Ogranak Matice hrvatske u Belišću
- Ogranak Matice hrvatske u Belom Manastiru
- Ogranak Matice hrvatske u Bizovcu
- Ogranak Matice hrvatske u Bjelovaru
- Ogranak Matice hrvatske u Blatu
- Ogranak Matice hrvatske u Bujama
- Ogranak Matice hrvatske u Čabru
- Ogranak Matice hrvatske u Čakovcu
- Ogranak Matice hrvatske u Čazmi
- Ogranak Matice hrvatske u Daruvaru
- Ogranak Matice hrvatske u Delnicama
- Ogranak Matice hrvatske u Donjem Miholjcu
- Ogranak Matice hrvatske u Drnišu
- Ogranak Matice hrvatske u Dubrovniku
- Ogranak Matice hrvatske u Dugom Selu
- Ogranak Matice hrvatske u Đakovu
- Ogranak Matice hrvatske u Ðurđevcu
- Ogranak Matice hrvatske u Fažani
- Ogranak Matice hrvatske u Garešnici
- Ogranak Matice hrvatske u Gospiću
- Ogranak Matice hrvatske u Hvaru
- Ogranak Matice hrvatske u Iloku
- Ogranak Matice hrvatske u Imotskom
- Ogranak Matice hrvatske u Jastrebarskom
- Ogranak Matice hrvatske u Jelenju
- Ogranak Matice hrvatske u Jelsi
- Ogranak Matice hrvatske u Karlovcu
- Ogranak Matice hrvatske u Kaštelima
- Ogranak Matice hrvatske u Kastvu
- Ogranak Matice hrvatske u Klanjcu
- Ogranak Matice hrvatske u Kloštar Ivaniću
- Ogranak Matice hrvatske u Kninu
- Ogranak Matice hrvatske u Kolanu
- Ogranak Matice hrvatske u Konavlima
- Ogranak Matice hrvatske u Koprivnici
- Ogranak Matice hrvatske u Križevcima
- Ogranak Matice hrvatske u Krku
- Ogranak Matice hrvatske u Kutini
- Ogranak Matice hrvatske u Lanišću
- Ogranak Matice hrvatske u Lastovu
- Ogranak Matice hrvatske u Lipovljanima
- Ogranak Matice hrvatske u Makarskoj
- Ogranak Matice hrvatske u Malom Lošinju
- Ogranak Matice hrvatske u Mariji Bistrici
- Ogranak Matice hrvatske u Metkoviću
- Ogranak Matice hrvatske u Murteru
- Ogranak Matice hrvatske u Našicama
- Ogranak Matice hrvatske u Novalji
- Ogranak Matice hrvatske u Novoj Gradiški
- Ogranak Matice hrvatske u Novom Marofu
- Ogranak Matice hrvatske u Novskoj
- Ogranak Matice hrvatske u Ogulinu
- Ogranak Matice hrvatske u Opatiji
- Ogranak Matice hrvatske u Opuzenu
- Ogranak Matice hrvatske u Orahovici
- Ogranak Matice hrvatske u Orebiću
- Ogranak Matice hrvatske u Osijeku
- Ogranak Matice hrvatske u Ozlju
- Ogranak Matice hrvatske u Pagu
- Ogranak Matice hrvatske u Pakracu
- Ogranak Matice hrvatske u Pazinu
- Ogranak Matice hrvatske u Petrinji
- Ogranak Matice hrvatske u Podstrani
- Ogranak Matice hrvatske u Pokupskom
- Ogranak Matice hrvatske u Požegi
- Ogranak Matice hrvatske u Primoštenu
- Ogranak Matice hrvatske u Puli
- Ogranak Matice hrvatske u Rabu
- Ogranak Matice hrvatske u Rijeci
- Ogranak Matice hrvatske u Rovinju
- Ogranak Matice hrvatske u Samoboru [3]
- Ogranak Matice hrvatske u Senju
- Ogranak Matice hrvatske u Šibeniku
- Ogranak Matice hrvatske u Sinju
- Ogranak Matice hrvatske u Sisku
- Ogranak Matice hrvatske u Skradinu
- Ogranak Matice hrvatske u Slatini
- Ogranak Matice hrvatske u Slavonskom Brodu
- Ogranak Matice hrvatske u Solinu
- Ogranak Matice hrvatske u Splitu
- Ogranak Matice hrvatske u Stonu
- Ogranak Matice hrvatske u Svetoj Nedelji
- Ogranak Matice hrvatske u Svetom Ivanu Zelini
- Ogranak Matice hrvatske u Trogiru
- Ogranak Matice hrvatske u Umagu
- Ogranak Matice hrvatske u Valpovu
- Ogranak Matice hrvatske u Varaždinskim Toplicama
- Ogranak Matice hrvatske u Varaždinu
- Ogranak Matice hrvatske u Velikoj Gorici
- Ogranak Matice hrvatske u Vinkovcima
- Ogranak Matice hrvatske u Virovitici
- Ogranak Matice hrvatske u Viškovu
- Ogranak Matice hrvatske u Visu
- Ogranak Matice hrvatske u Vrgorcu
- Ogranak Matice hrvatske u Vukovaru
- Ogranak Matice hrvatske u Zaboku
- Ogranak Matice hrvatske u Zadru
- Ogranak Matice hrvatske u Zaprešiću
- Ogranak Matice hrvatske u Županji

## Mađarska
- Ogranak Matice hrvatske u Pečuhu
- Ogranak Matice hrvatske u Šopronu

## Njemačka
- Hrvatska kulturna zajednica Wiesbaden
- Matica hrvatska za Ruhrsko područje

## Slovenija
- Kulturno društvo Matica hrvatska

## Srbija
- Ogranak Matice hrvatske u Subotici